# Best of The Beach Boys Vol. 3
Pour les articles homonymes, voir Best of.
Albums de The Beach Boys
Best of The Beach Boys Vol. 2
(1967) Stack-O-Tracks
(1968)
Best of The Beach Boys Vol. 3 est une compilation des Beach Boys parue en 1968.

## Titres
| No  | Titre                                                      | Durée |
| --- | ---------------------------------------------------------- | ----- |
| 1.  | God Only Knows (Brian Wilson, Tony Asher)                  | 2:49  |
| 2.  | Dance, Dance, Dance (Brian Wilson, Carl Wilson, Mike Love) | 1:59  |
| 3.  | 409 (Brian Wilson, Mike Love, Gary Usher)                  | 1:59  |
| 4.  | The Little Girl I Once Knew (Brian Wilson)                 | 2:36  |
| 5.  | Frosty the Snowman (Steve Nelson, Jack Rollins)            | 1:54  |
| 6.  | Girl Don't Tell Me (Brian Wilson, Mike Love)               | 2:19  |
| 7.  | Surfin' (Brian Wilson, Mike Love)                          | 2:11  |
| 8.  | Heroes and Villains (Brian Wilson, Van Dyke Parks)         | 3:37  |
| 9.  | She Knows Me Too Well (Brian Wilson, Mike Love)            | 2:27  |
| 10. | Darlin' (Brian Wilson, Mike Love)                          | 2:12  |
| 11. | Good Vibrations (Brian Wilson, Mike Love)                  | 3:36  |